# Мануель Феллер
Мануель Феллер (нім. Manuel Feller) — австрійський гірськолижник, що спеціалізується в технічних дисциплінах, олімпійський медаліст, призер чемпіонату світу. 
Срібну олімпійську медаль Феллер виборов на Пхьончханській олімпіаді 2018 року в командних змаганнях з паралельного слалому. 
Мануель був другим у слаломі на чемпіонаті світу 2017  року в Санкт-Моріці. 

## Зовнішні посилання
- Досьє на сайті FIS [Архівовано 12 червня 2017 у Wayback Machine.]

## Виноски
1. ↑  Mixed team results